# Ховард, Мо
Моисей Гарри Хорвиц (англ. Moses Harry Horwitz; 19 июня 1897 — 4 мая 1975) — американский актёр и комик, наиболее известный как Мо Ховард — лидер комедийного трио Три балбеса», чьей отличительной чертой были фарс и буффонада, эта команда снималась в кинокартинах и на телевидении в течение четырёх десятилетий. Его характерная причёска появилась, когда он, будучи мальчиком, обрезал кудри ножницами, создав рваную форму, больше похожую на горшок.

## Ранняя жизнь
Моисей Гарри Хорвиц родился 19 июня 1897 года в Бруклине, Нью-Йорк, в районе Бенсонхерст, в семье портного Соломона Хорвица и его супруги Дженни — агенту по продаже недвижимости, он был четвёртым из пяти сыновей литовско-еврейского происхождения. Его называли Мо, когда он был маленьким, позже его звали Гарри. Его родители и братья Бенджамин (Джек) и Ирвинг не были задействованы в шоу-бизнесе, но его старший брат Шемп Ховард, младший Кёрли Ховард и он стали известны как участники группы «Три балбеса». Мо очень любил читать, как его старший брат Джек вспоминал: «У меня было много книг Горацио Элджера, и Мо с большим удовольствием их читал. Они послужили ему началом творческого пути и дали ему десятки идей. Я думаю, что они сыграли важную роль в мыслях в его голове, сделали его славным малым и помогли достигнуть успеха». Это помогло ему в его актёрской карьере в последующие годы, например он, быстро и легко запоминал строки из сценария.
Его причёска под горшок стала его визитной карточкой, несмотря на то, что мать в детстве отказывалась стричь его волосы, позволяя им вырастать до плеч. Он втайне подстригся в сарае на заднем дворе, после того как его часто стали дразнить в школе. Во время своего появления на шоу Майка Дугласа в 1970-х годах он вспоминал: «Я тайком пробирался в школу… В школу и обратно из школы домой».
Ховард начал проявлять интерес к актёрскому мастерству, ещё в школе, где играл в драмкружке. Он играл действительно замечательно, и его даже приглашали в спектакли. Всё это привело к тому, что его оценки стали ухудшаться, и он начал прогуливать школу. Мо вспоминал: «Раньше я стоял возле театра часами, зная, что школьный надзиратель ищет меня. Я стоял там, до того пока кто-нибудь не подходил, а затем просил его купить мне билет. Тогда билеты в театр могли покупать только взрослые, и несовершеннолетние могли ходить в театр только в сопровождении взрослых. Когда мне удавалось найти человека, я робко протягивал ему свои десять центов — это все, что у меня было — и шёл с ним в театр. Я забирался на верхнюю часть балкона, где клал свой подбородок на перила, и как заворожённый наблюдал за спектаклем, от первого акта до последнего. Обычно я выбирал актёра, который мне больше всего нравился, и следил за его игрой на протяжении всей пьесы».
Несмотря на свою редкую посещаемость, Ховард окончил начальную школу № 163 в Бруклине, но бросил учёбу в старшей школе «Erasmus Hall» всего через два месяца, закончив на этом своё образование. Он пошёл в магазин электротоваров, по желанию своих родителей, но уволился через несколько месяцев, чтобы начать карьеру в шоу-бизнесе.
Ховард сначала выполнял бесплатные поручения в «Vitagraph» в Мидвуде, Бруклин, и студия вознаграждала его мелкими ролями в фильмах, снятых на этой студии, пока пожар в 1910 году, не уничтожил фильмы, а вместе с этим и большую часть работ Ховарда. Уже в 1909 году он встретил человека по имени Эрнест Леа Нэш (позже известного как Тед Хили), который значительно повысил его карьерные стремления. В 1912 году они оба провели лето, работая в водном аттракционе Аннет Келлерман выступая в роли девушек-ныряльщиц.

## Карьера

### До «балбесов» (до 1930 года)
Ховард продолжал свои попытки получить опыт в шоу-бизнесе, пел в баре со своим старшем братом Шемпом, пока их отец не прекратил это, а в 1914 году он присоединился к труппе менестрель-шоу, путешествующих на лодке по Миссисипи, на следующие два лета. В 1921 году он присоединился к Теду Хили выступающим в водевиле. В 1923 году Мо увидел Шемпа среди зрителей во время театрального представления и стал кричать на него со сцены. Шемп ответил, прервав Мо, и забавные препирательства двух братьев привели к тому, что Хили незамедлительно нанял Шемпа Ховарда в качестве постоянного артиста
Мо оставил сцену в июне 1925 года, после женитьбы на Хелен Шонбергер, начав заниматься недвижимостью вместе со своей матерью. Тем временем, Хили и другой «балбес» Шемп Ховард, приобрели общенациональную известность в пьесе братьев Шуберт «Ночь в Испании» (англ. Night in Spain) (январь 1927 — ноябрь 1928), которая с успехом прошла на Бродвее, и в национальном туре. После окончания четырёхмесячного тура по Чикаго, штат Иллиноис, Хили нанял в труппу скрипача Ларри Файна, который присоединился к ним в марте 1928 года.
После окончания шоу, в конце ноября Хили подписал контракт на новое ревю Шубертов «Ночь в Венеции» (англ. Night in Venice), после чего в декабре 1928 года, к ним вернулся Мо Ховард. На репетициях в начале 1929 года Ховард, Ларри Файн и Шемп Ховард впервые собрались вместе как трио. Когда в марте 1930 года «Ночь в Венеции» закрыли, Хили и трио гастролировали некоторое время как «Тед Хили и его рэкетиры» (позже название сменили на «Тед Хили и его балбесы»).

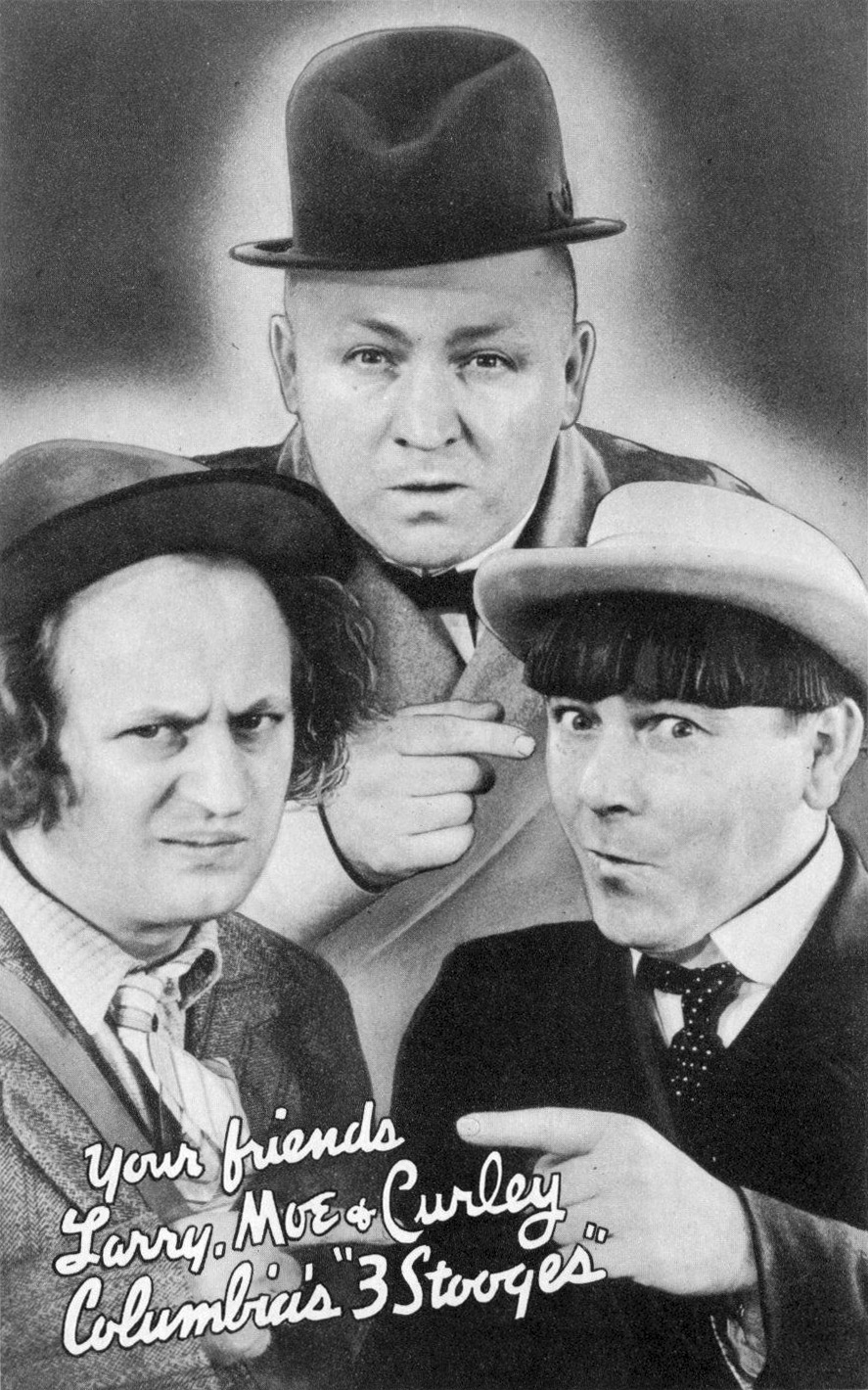
Кёрли Ховард, Ларри Файн и Мо Ховард в 1937 году

### Тед Хили и его балбесы
Тед Хили и «балбесы», были на пороге большого успеха и сняли свой первый фильм «Суп с орехами» (1930) — с Хили и четырьмя балбесами: Мо (указанный Гарри Ховард), Шемп, Ларри, и Фред Сэнборн (Сэнборн был в труппе Хили с января 1929 года, и как один из «балбесов» участвовал в пьесе «Ночь в Венеции») — для «Fox Films» (позже «Fox 20th Century»). Разногласия с Хили привели к тому, что Мо, Ларри и Шемп покинули его начав выступать под названием «Ховард, Файн и Ховард», и 28 августа 1930 года состоялась премьера их спектакля в Лос-Анджелесе в «Paramount Theatre». Присоединившись к труппе RKO-водевиля они гастролировали почти два года, называя себя «Три потерянные души» взяв Джека Уолша в качестве помощника.
в июле 1932 года, Хили обратился к Мо, Ларри и Шемпу, чтобы те вернулись к нему в новом бродвейском ревю Шуберта «Проходящее шоу 1932 года» (англ. The Passing Show of 1932), и трио приняло его предложение. 16 августа 1932 года во время репетиции постановки в Нью-Йорке, Тед связался с Шубретом, из-за споров по контракту. 19 августа 1932 года Шемп сказал, что не сошёлся во взглядах, с уже выпивающим и бывающим агрессивным Хили, и решил покинуть шоу, которое было закрыто в сентябре после обзоров их выступлений на роуд-шоу в Детройтe и Цинциннати. Шемп присоединился к студии «Vitagraph» в Бруклине в мае 1933 года, где проработал почти четыре года.
20 августа, на следующий день после ухода Шемпа, Мо предложил принять в труппу своего младшего брата Джерома. Вопреки некоторым источникам, официального поиска для замены не было, и Хили изначально не рассматривал Джерри. Но сам Джерри, так хотел присоединиться к ним, что сбрил свои пышные рыжевато-каштановые усы и волосы, и выбежал на сцену во время программы Хили. Это, наконец, заставило его нанять кандидата, который позже взял себе сценическое имя — Кёрли. Презентация нового состава Мо, Ларри и Кёрли, с участием Хили, состоялась в «Кливленде на сцене RKO Palace» 27 августа 1932 года. В начале 1933, во время их выступления в Лос-Анджелесе, Хили и ребята были наняты «Metro-Goldwyn-Mayer», что бы задействовать их в экранизации комиксов, а так же других полнометражных и короткометражных картинах.

### После Хили, до 1940 года
После нескольких появлений в фильмах «MGM», Хили был подготовлен как сольный артист. В 1934 году, когда Хили начал свою сольную карьеру, его «балбесы» (теперь уже переименованные в «Три балбеса») подписали контракт с «Columbia Pictures», где и оставались до декабря 1957 года, снимая 190 короткометражных картин.

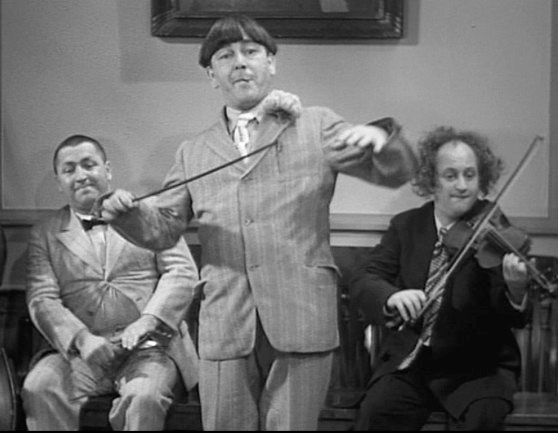
Кёрли Ховард, Мо Ховард и Ларри Файн в фильме «Беспорядок в суде» (1936).

После ухода Хили, Мо Ховард взял на себя его первостепенную роль, как агрессивного лидера «Трёх балбесов»: вспыльчивый хулиган, склонный к грубости и насилию на другими участниками. Несмотря на его, внешне довольно жестокое поведение к другим «балбесам», Мо так же был очень лояльным, и защищал своих приятелей в фильмах, предохраняя их от проблем, а если они попадут в неприятности, делал всё, чтобы спасти их.
В своей книге 1977 года, он отметил, что злобные аспекты его экранной личности никак не отражали его настоящую сущность. Он так же говорил, что был проницательным бизнесменом, с умом вкладывал деньги, заработанные в его карьере на фильмах, но «балбесы» не получали никаких гонораров (то есть доходов с проката) от любой из их многочисленных картин. Им платили фиксированную сумму за каждый фильм, а студия владела правами (и последующей прибылью) после этого. Однако, по словам Ларри Файна в 1970-х годах, «Columbia» разрешала им проводить гастрольные туры с живыми выступлениями, когда они не снимались в кино, в обмен на половину зарплаты в те месяцы. Ведомости показывали, что прибыть от туров значительно увеличивала их годовые доходы.
«Columbia» выпустила свою первую короткометражку «Женоненавистник» (1934), где их персонажи — были, ещё не совсем сформированы. Это не была комедия «балбесов» в классическом стиле, а скорее романтический фарс. Студия тогда сделала серию «музыкальных новинок» с диалогами, в которых говорили в рифму, а трио было нанято, чтобы поддержать комедиантку Марджори Уайт. После того, как «балбесы» утвердились в качестве звёзд короткометражных фильмов, основные названия были изменены, чтобы дать ребятам хорошую рекламу. Варианты названия фильмов, показанные на телевидении и в видео — это переиздание.
Их следующий фильм «Симфония ударов» (1934), был единственным короткометражным фильмом, полностью написанным для «балбесов», с Кёрли в роли не опытного боксёра, который звереет каждый раз когда слышит песню «Метко, как прыжок ласки» (англ. Pop Goes the Weasel). Их следующая картина «Мужчины в чёрном» (1934), пародия на современную больничную драму «Мужчина в белом». Это был их первый и единственный фильм, номинированный на «Оскар» (где их объявили коронной фразой «Объявляю доктора Ховарда, доктора Файна и доктора Ховарда» за которым последовало заявление в унисон молодым врачам «За Долг и Человечность!!». Они продолжили снимать короткометражные картины с постоянством по 8 фильмов в год, такие как «Три маленьких поросёнка» (1934), с молодой Люсиль Болл, «Поп идет по мольберту» (1935) и «Хой Поллуй» (1935), в котором два профессора заключили пари, пытаясь превратить некультурное трио в джентльменов.

### 1940-е годы

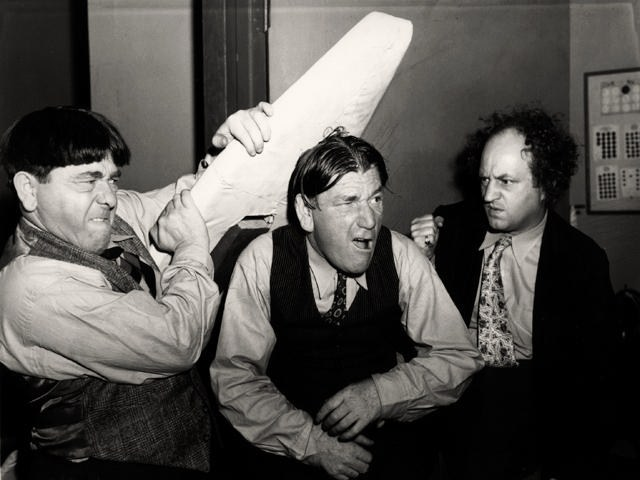
Мо, Шемп и Ларри в фильме «Поющие песню о шести штанах» (1947)

В 1940-х годах стало актуальным делать антинацистские фильмы, в результате чего появился короткометражный фильм «Ты нацистский шпион!» (1940) любимый фильм Мо и «балбесов», а так же «Я никогда не заболею» (1941) и «Балбесы в Конго» (1943). Подражание Мо Адольфу Гитлеру выдвигало актёра на первый план этих картин, первый из который предшествовал фильму Чарли Чалина «Великий диктатор».
6 мая 1946 года, во время съёмок фильма «Праздник дураков» (1947), его брат Кёрли перенёс «инсульт, у него уже был подобный случай до съёмок фильма Пивные бочки» (1946). Поэтому он был заменён Шемпом, который согласился вернуться в группу, но только до тех пор, пока Кёрли не станет достаточно здоровым, чтобы вернуться. Хотя Кёрли поправился, но снялся лишь в эпизоде «Держи этого льва!» (1947) (единственный фильм «Трёх балбесов» в котором снялись все три брата Ховард: Мо, Кёрли и Шемп), вскоре он перенёс второй инсульт, который привёл к его смерти в возрасте 48 лет, 18 января 1952 года.
После того как Шемп присоединился к трио, Мо, Шемп и Ларри сняли пилотный выпуск телевизионного шоу для «ABC» под названием «Дураки на все руки» (1949), планируя сделать из этого серию еженедельных ситкомов, исходя из того, что «балбесы» каждый раз будут заниматься разной работой или бизнесом, в течение недели надеясь, что одна из попыток окажется успешной. Всё, что они пробовали, терпело фиаско, что и служило источником комедии. Для пилотного выпуска потребовался один день на съёмки, но шоу никогда не транслировали. На самом деле это был кинескопный фильм, снятый тремя камерами, для телевизионного производства, который, вероятнее всего, повторял предполагаемый прямой эфир.

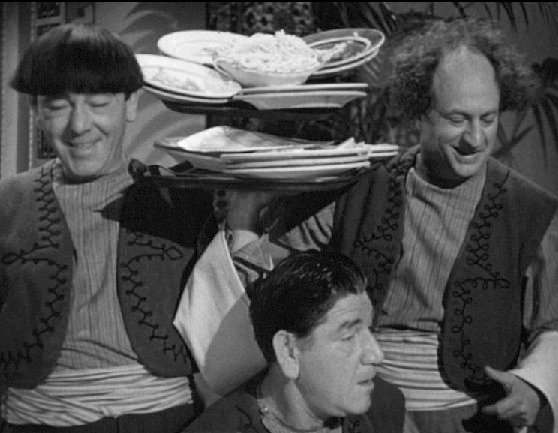
Мо Ховард (слева) в фильме «Злоба во дворце» (1949) с Шемпом Ховардом и Ларри Файном

Б. Б. Кахане, вице-президент «Columbia Pictures» по вопросам бизнеса, остановил трансляцию шоу. Кахане предупредил «балбесов», что из-за условий контракта, они не могли сниматься в сериалах, которые могли бы конкурировать с их короткометражными комедиями. Студия так же грозила расторгнуть с ними контракт и привлечь их к суду, если они попытаются продать сериал. Чтобы избежать юридического конфликта, пилотный выпуск был отложен, а проект заброшен. Кинескопная плёнка в настоящее время находится в общественном достоянии, и широко доступна.

### 1950-е годы
Серия короткометражек «балбесов» продолжала пользоваться спросом в 1950-х годах. Шемп снялся в 73 комедиях. Ребята так же снялись в вестерне Джорджа О`Брайена «Золотоискатели» (1951). А в 1950-х годах, Мо занимался продюсированием музыкальных вестернов.
22 ноября 1955 года Шемп скончался от сердечного приступа в возрасте 60 лет, из-за чего в группу потребовался ещё один «балбес». Продюсер Жуль Уайт использовал старые кадры Шемпа, чтобы завершить ещё четыре фильма, в то время как Джо Пальма в «Columbia» заменял Шемпа (таким образом создав феномен «Поддельный Шемп»), пока глава студии Гарри Кон не нанял Джо Бессера в 1956 году. Согласно автобиографии Мо, Ховард хотел группу «Два балбеса», а заменить Шемпа была идеей Кона, а не Ховарда.
«Балбесы» заменили Шемпа на Бессера, который уже стал звездой в своих короткометражных комедиях в «Columbia». Джо, Ларри и Мо сняли 16 короткометражных фильмов в декабре 1957 года. Незадолго до смерти Кона в феврале 1958 года, создание короткометражных фильмов подошло к концу. Чтобы не скучать Мо был нанят Гарри Роммом, в качестве помощника продюсера. По словам Мо, рассказы (а затем и сцены из биографического фильма 2000 года) о том, что он был вынужден устроиться на работу в «Columbia» в качестве посыльного, являются ложью.

### Телевидение и появление Кучерявого Джо

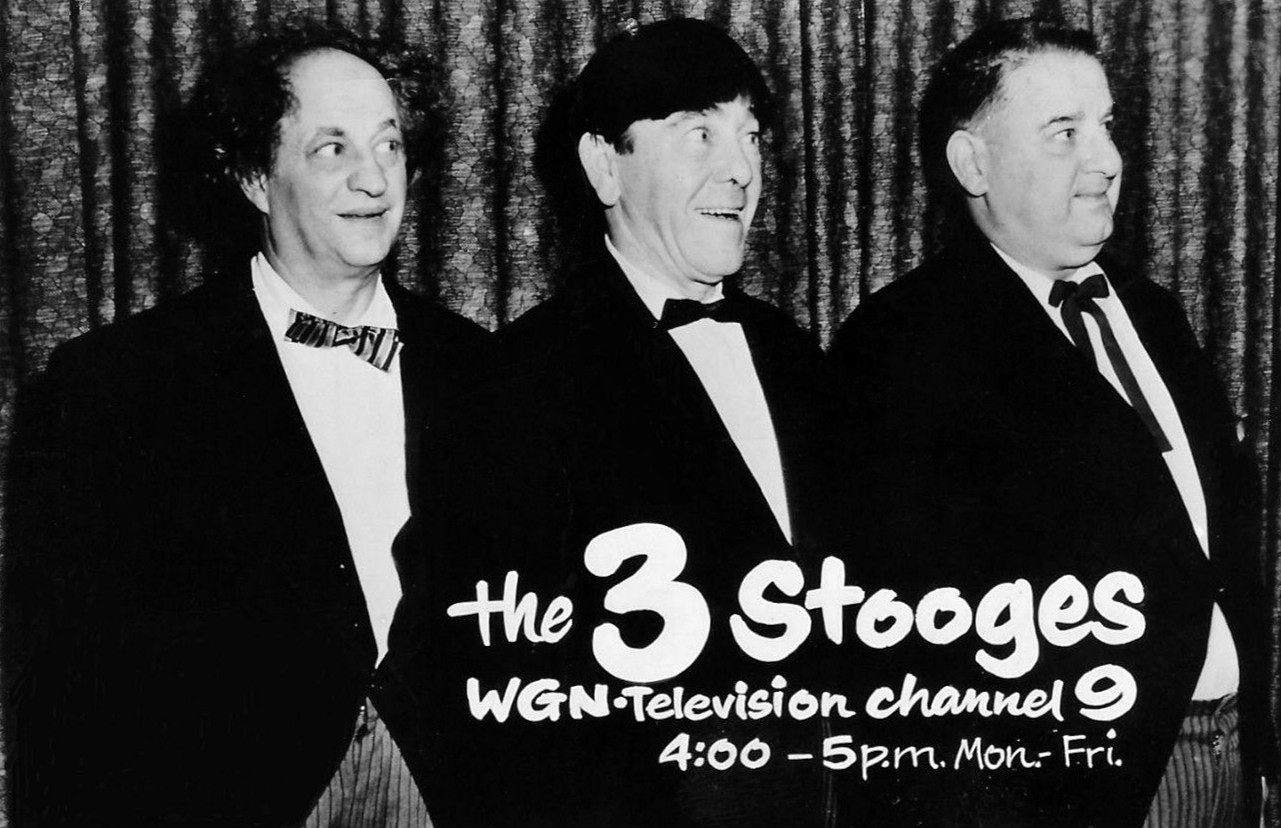
Ларри, Мо и Кучерявый Джо, в рекламе 1962 года.

«Columbia» продала видеотеку короткометражек «балбесов» телевизионной компании под названием «Screen Gems». Благодаря этому трио быстро обрело новую аудиторию молодых поклонников. Будучи бизнесменом, Мо Ховард создал новый проект «балбесов», со звездой бурлеска Джо ДеРита (получившим прозвище Кучерявый Джо, из-за его небольшого сходства с Кёрли Ховардом) в качестве третьего «балбеса». ДеРита, так же как и Шемп Ховард и Джо Бессер снимался в серии своих собственных короткометражных комедий.
Обновлённое три снялось в шести полнометражных фильмах: «Есть ракета — полетим» (1959), «Белоснежка и три балбеса» (1961), «Три балбеса встречают Геркулеса» (1962), «Три балбеса на орбите» (1960), «Три балбеса в изумлении совершают кругосветное путешествие» (1963), и «Преступники наступают» (1965).
Ховард, Ларри и Кучерявый Джо так же выступали в живую, зачастую в «гостевых выступлениях», в частности «Этот безумный, безумный, безумный, безумный мир» (1963) в роли трёх пожарных, которые появляются всего на несколько секунд, и имеют схожую внешность с героями в фильме «Четверо из Техаса» (1963) с Фрэнком Синатрой и Дином Мартином в главной роли. Парни так же попробовали свои силы в детском мультипликационном шоу под названием «Новые три балбеса» (1965—1966), где мультипликационные ролики были совмещены с живыми сегментами, снятые в цвете.
В этот период «балбесы» появились на многочисленных телевизионных шоу, в том числе «Шоу Стива Аллена», «Вот Голливуд», «Маскарадная вечеринка», «Шоу Эда Салливана», «Дэнни Томас встречает комиксы» (англ. «Danny Thomas Meets the Comics»), «Шоу Джои Бишопа», «Прочь, чтобы увидеть мастера» а так же «Правда или действие». Но уже к концу 1960-х годов все они были в том возрасте, когда рисковали получить серьёзные травмы, во время исполнения трюков для комедий.

### Поздние годы
Мужчинам были выплачены деньги, за их дальнейшие работы, и они продолжали получать часть прибыли от продажи товаров «балбесов». Мо продал «недвижимость, когда его шоу-бизнес затих, хотя он всё ещё продолжал появляться в эпизодических ролях в таких фильмах, как Не волнуйтесь, мы придумаем название» (1966) и «Доктор Смерть: Искатель душ» (англ. Doctor Death: Seeker of Souls) (1973), а так же несколько раз появлялся на «Шоу Майка Дугласа» в 1970-х годах.
В одном из выпусков Дугласа, он неожиданно появился когда брали интервью у одного писателя. Во время рубрики «где они сейчас», когда аудитории дали возможность задать вопрос гостю о известных людях, Ховард спросил: «Что случилось с тремя балбесами?». Мо предстал в зале, в модной, для того времени причёской, но после того как ведущий признал в нём известного комика, он зачесал волосы в своём фирменном стиле.
«Балбесы» попытались снять последний фильм в 1969 году «Тур чудаков», который по сути был документальным фильмом о персонажах Ховарда, Ларри и Кучерявого Джо, гастролирующих по США и общающихся с фанатами. Но производство фильма внезапно прекратилось, когда 9 января 1970 года, во время съёмок Ларри перенёс сильный инсульт, в результате чего парализовало его левую часть тела. Он умер 5 лет спустя, 24 января 1975 года, в возрасте 72 лет. Было снято достаточное колическо материала с Ларри, и в конечном итоге «Тур чудаков» был выпущен в 52-минутной версии для домашнего видео. После инсульта Файна, Ховард попросил актёра Эмила Ситку заменить его, но этот состав «Трёх балбесов», никогда не снимал никакого материала.

## Личная жизнь
7 июня 1925 года, Мо Ховард женился на Хелен Шонбергер, двоюродной сестре Гарри Гудини. В следующем году Шонбергер убедила Ховарда завершить карьеру в кино, так как она была беременна. Ховард пытался заработать на жизнь в череде «обычных» работ, ни одна из которых не принесла ему успеха, и вскоре он вернулся к работе с Тедом Хили.
Хелен и Мо вместе прожили 50 лет, и умерли в год своей золотой свадьбы в 1975 году. У пары было двое детей: Джоан Ховард (1927—2021) и Пол Ховард (род. 1935).

## Фильмография
| Актёр     | Актёр                                          | Актёр                               | Актёр                                                     | Актёр                                     |
| Год       | Русское название                               | Оригинальное название               | Роль                                                      | Примечание                                |
| --------- | ---------------------------------------------- | ----------------------------------- | --------------------------------------------------------- | ----------------------------------------- |
| 1909      | Мы должны сделать все возможное                | We Must Do Our Best                 | Билли (Bully)                                             | Короткометражный фильм                    |
| 1910      | Рыбка Хуки                                     | Fish Hooky                          |                                                           | Короткометражный фильм                    |
| 1919      | Весенняя лихорадка                             | Spring Fever                        |                                                           | Короткометражный фильм                    |
| 1933      | Бродвей для Голливуда                          | Broadway to Hollywood               | Клоун Отто (Otto the Clown)                               | В титрах не указан                        |
| 1933      | Поверни время вспять                           | Turn Back the Clock                 | Певец на свадьбе (Wedding Singer)                         | В титрах не указан                        |
| 1933      | Дайте человеку работу                          | Give a Man a Job                    | Дезинсектор (The Exterminator)                            | В титрах не указан Короткометражный фильм |
| 1934      | Райские пташки в клетке                        | Jailbirds of Paradise               | Джо Пэнц (Joe Pantz)                                      | Короткометражный фильм                    |
| 1938      | Начинайте аплодировать                         | Start Cheering                      | Мо, один из Трёх балбесов (Moe, One of the Three Stooges) | В титрах не указан                        |
| 1942      | Моя сестра Эйлин                               | My Sister Eileen                    | Строитель метро (Subway Builder)                          | В титрах не указан                        |
| 1948-1971 | Городской тост                                 | Toast of the Town                   | Играет самого себя                                        |                                           |
| 1958      | Владыка космоса X-7                            | Space Master X-7                    | Ретлинджер, водитель такси (Retlinger, the Cab Driver)    |                                           |
| 1961      | Белоснежка и три балбеса                       | Snow White and the Three Stooges    | Мо (Moe)                                                  |                                           |
| 1962      | Три балбеса встречают Геркулеса                | The Three Stooges Meet Hercules     | Мо (Moe)                                                  |                                           |
| 1963      | Четверо из Техаса                              | 4 for Texas                         | Мо (Moe)                                                  | В титрах не указан                        |
| 1963      | Это безумный, безумный, безумный, безумный мир | It's a Mad Mad Mad Mad World        | Пожарный (Fireman)                                        | В титрах не указан                        |
| 1966      | Не волнуйтесь, мы придумаем название           | Don’t Worry, We’ll Think of a Title | Крамворт Рейнс (Crumworth Raines)                         | В титрах не указан                        |
| 1973      | Доктор Смерть: Искатель душ                    | Doctor Death: Seeker of Souls       | Волонтёр в аудитории (Volunteer in the Audience)          |                                           |

## Смерть

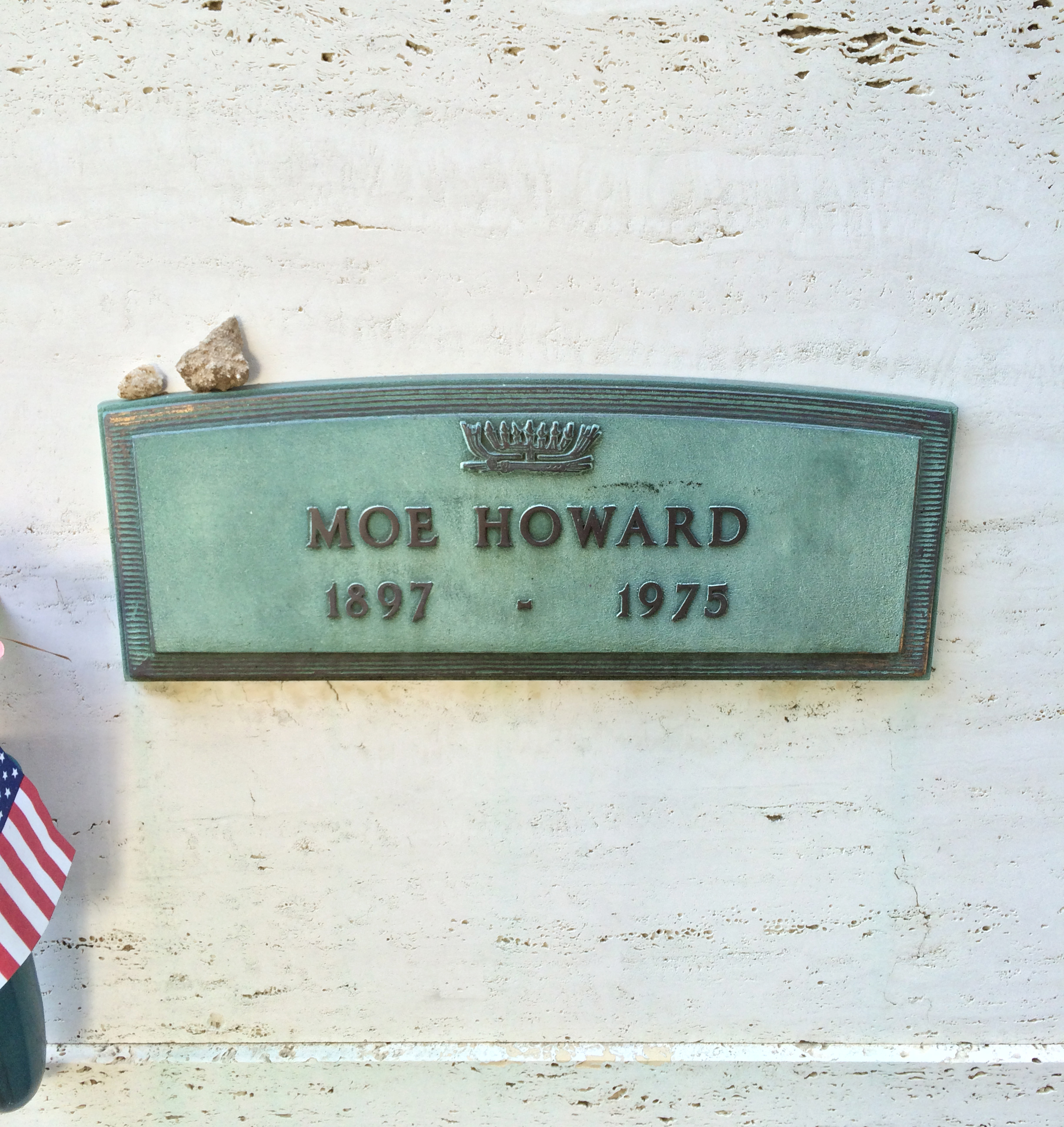
Склеп Мо Ховарда на кладбище «Cклон мемориального парка».

Мо Ховард умер от рака лёгких в возрасте 77 лет, 4 мая 1975 года, в Медицинском центре Седарс-Синай, в Лос-Анджелесе, куда был госпитализирован неделей ранее, в апреле. Всего за три месяца до смерти Ларри Файна, и более чем за месяц, до своего 78 дня рождения. Он был заядлым курильщиком большую часть своей взрослой жизни. Его похоронили в открытом склепе на кладбище «Cклон мемориального парка», в Калвер-Сити. Его жена Хелен Шонбергер скончалась от сердечного приступа в том же году, 31 октября 1975 года, в возрасте 75 лет, была похоронена в слепе рядом с мужем, справа от него.

## Наследие
- На момент смерти Ховард работал над свой автобиографией, под названием «Я дурачок, и этим завоёвываю» (англ. I Stooged to Conquer). Книга была выпущена в 1977 году, как «Мо Ховард и Три балбеса» (англ. Moe Howard and the Three Stooges).
- В составе «Трёх балбесов», Ховард получили «звезду» на Голливудской «Аллее Славы». Церемония состоялась 30 августа 1983 года на Вайн-стрит, её номер — 1560.
- Мо Ховард был изображён Полом Бен-Виктором, в фильме «Три балбеса» (2000) — телевизионный биографический фильм, посвящённый годам известного трио в шоу-бизнесе и их жизни за кадром. В фильме «Три балбеса» 2012 года, Крис Диамантополос играет роль Мо, а Скайлер Джизондо играет молодого Мо Ховарда.